# Maties Muntadas i Rovira
Maties Muntadas i Rovira   (Sants, 1854 - Barcelona, 2 d'agost de 1927) fou un industrial català, conegut també per la seva col·lecció privada d'art.

## Biografia
Va estudiar enginyeria química a la Universitat de Wiesbaden. El seu pare Josep Antoni Muntadas i Campeny era un industrial català, propietari de L'Espanya Industrial, la primera societat anònima cotonera creada a l'Estat. Quan va morir, el 1880, el seu fill Maties va prendre la direcció de l'empresa familiar. Es va casar amb Carme Estruch i Malet.
Fou nomenat tinent d'alcalde de Rius i Taulet, coincidint amb els preparatius de l'Exposició Universal de Barcelona de 1888. Alfons XIII el nomenà comte de Santa Maria de Sants el 21 de desembre de 1908.
Era propietari de la Casa Muntadas de Montornès del Vallès, avui coneguda com a Manso Calders i seu de l'Institut Vinyes Velles.
Va rebre la distinció de la Gran Creu d'Isabel la Catòlica.

## Col·leccionista d'art
Era amic dels pintors més reconeguts del seu temps, i va començar una col·lecció el 1884 que anys després sobresortiria per la qualitat de les seves peces, especialitzada en pintura medieval.
Entre les seves adquisicions, es podien trobar obres de Bernat Martorell, Jaume Huguet, Pere Garcia de Benavarri, Fernando Gallego o Aine Bru. La primera vegada que fou exhibida parcialment fou el 1936 a la Sala Parés de Barcelona, coincidint amb el Segon Saló Mirador de Barcelona.
El 1956 l'Ajuntament de Barcelona va comprar la col·lecció als seus hereus, i fou incorporada al Museu d'Art de Catalunya, avui Museu Nacional d'Art de Catalunya. Tenia obres, entre d'altres, de: 
- Mestre de Retascó
- Mestre de la Porciúncula
- Fernando Gallego
- Bernat Despuig
- Ramon Solà II
- Jaume Huguet
- Bernat Martorell
- Pere Garcia de Benavarri